# Italien större 12

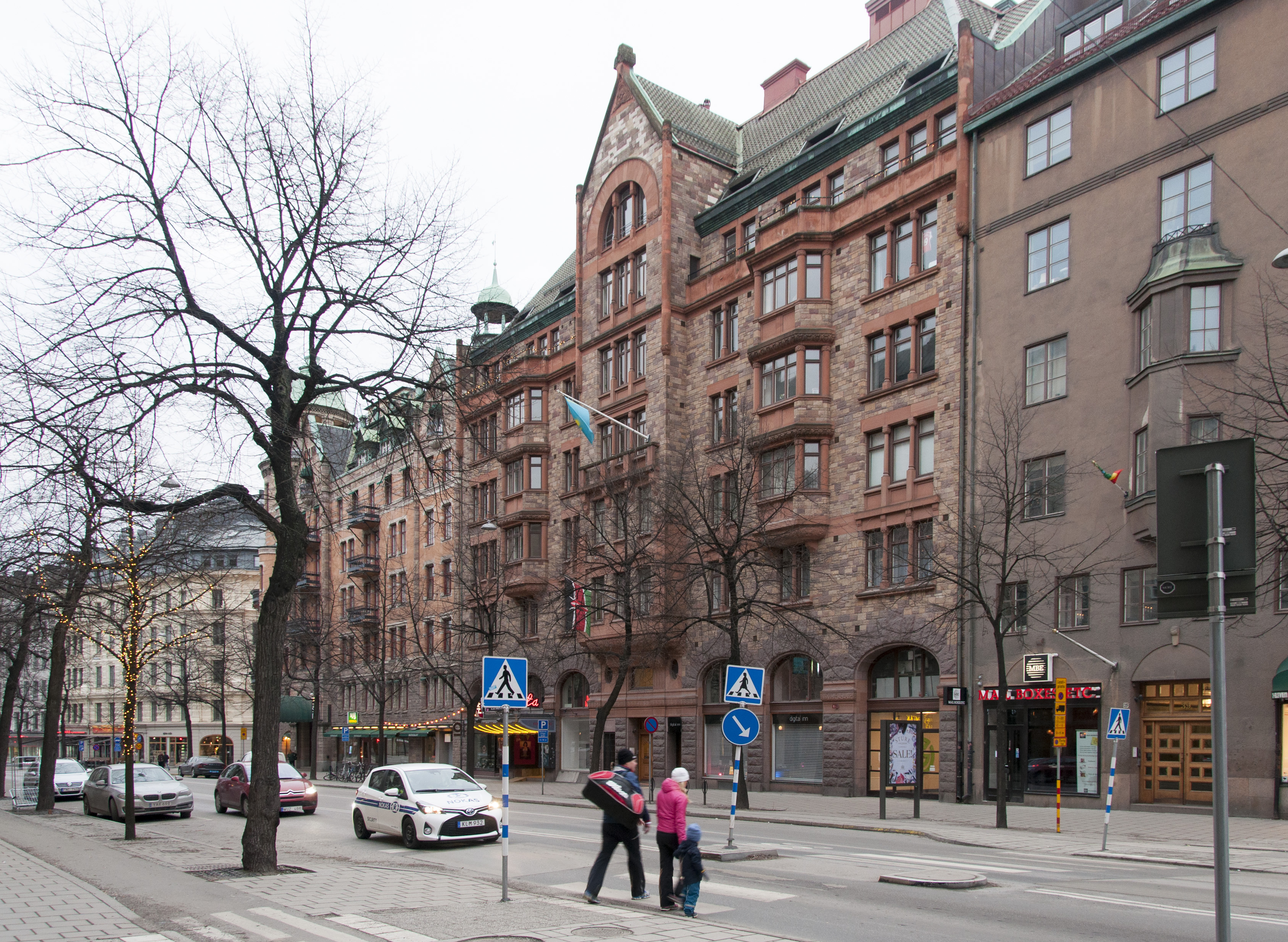
Italien större 12 i bildmitt, vy söderut 2018.

Italien större 12 är en fastighet i kvarteret Italien större vid Birger Jarlsgatan 37 på Norrmalm i Stockholm. I husets bottenvåning finns stadens äldsta i drift varande biograf, Zita. Fastigheten uppfördes mellan 1910 och 1912 och anses av Stadsmuseet i Stockholm representerar "synnerligen höga kulturhistoriska värden" och är blåmärkt.

## Kvarteret

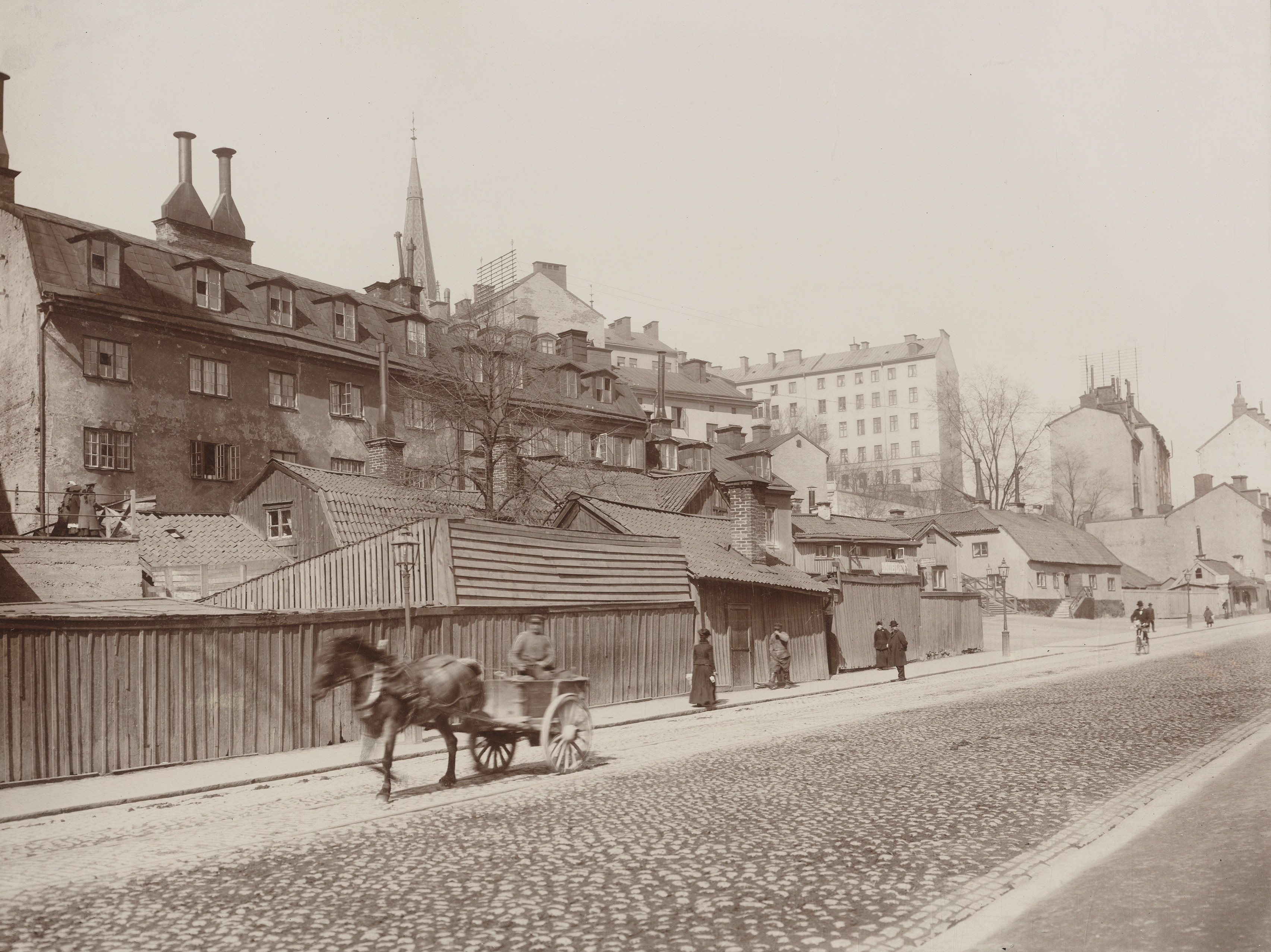
Kvarteret Italien mindre "Lilla Italien" och Stora Träskgatan vy norrut 1902.

Området var en av Stockholms utkanter, beläget i Brunkebergsåsens östra sluttning. Intill Stora Träskgatan (Birger Jarlsgatans föregångare) låg kvarteret Italien mindre (sedermera en del av Italien större) bebyggt med enkla träkåkar av delvis tillfällig karaktär som kunde betecknades som ”ruckel”. På en samtida skämtteckning framgår den fallfärdiga bebyggelsen i kvarteret Italien mindre, i folkmun även kallad ”Lilla Italien”. Den något ironiska bildtexten löd: Man kan just ej säga, att "Lilla Italien" prunkar med marmorpalats. 
Området inköptes av Stockholms stad eftersom Birger Jarlsgatan planlades här på 1870-talet, i sin tur ett resultat av Lindhagenplanen från 1866. Längs med den nyanlagda Birger Jarlsgatan uppfördes tre byggnader: Italien större 14 (Birger Jarlsgatan 35), invigd 1910, Italien större 10 (Birger Jarlsgatan 39), invigd 1918 och däremellan på två sammanslagna tomter Italien större 12 (Birger Jarlsgatan 37), invigd 1912.

## Byggnadsbeskrivning

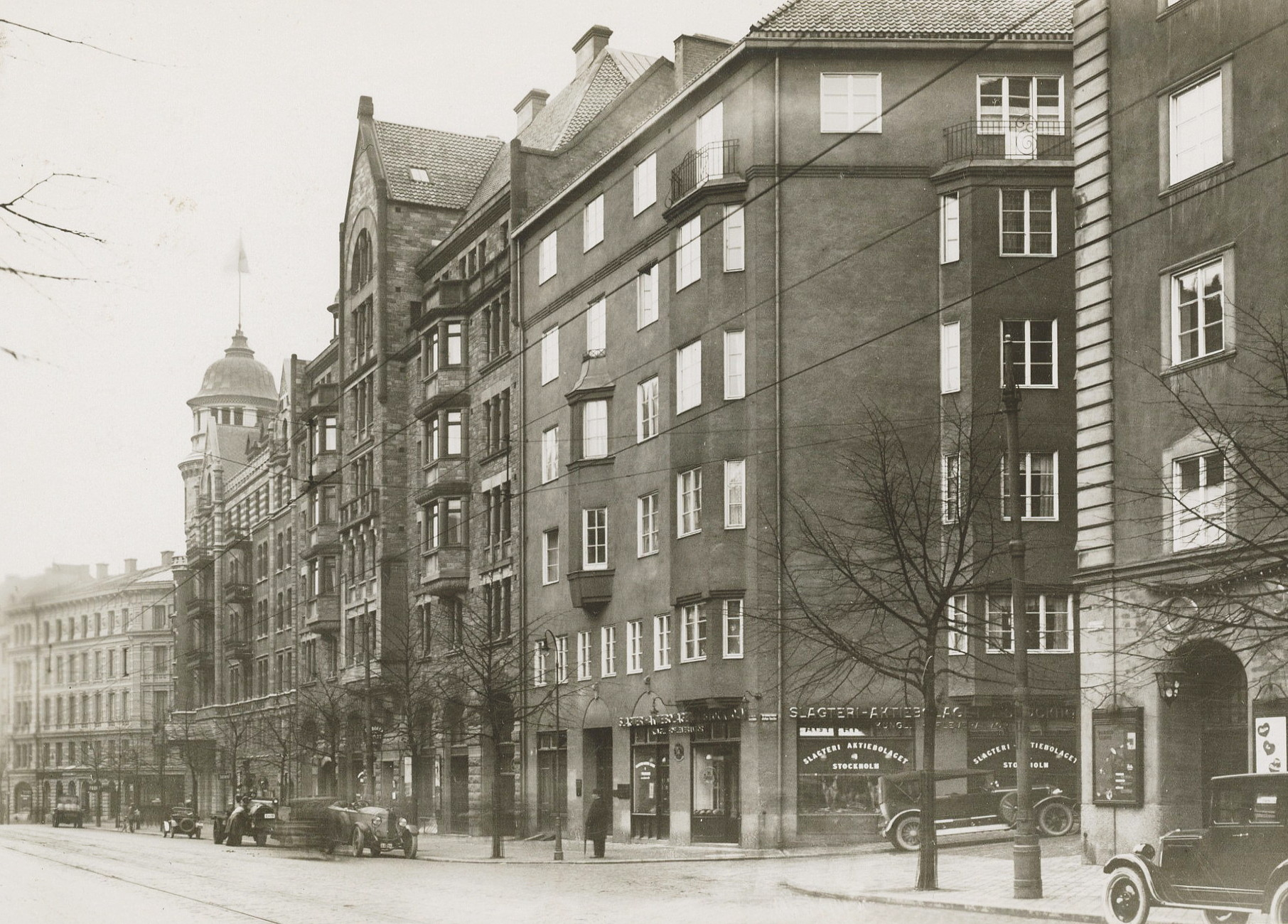
Kvarteret Italien större 10, 12+13 och 14 (längst bort) vy söderut 1928.

Byggherre och byggmästare för Italien större 12 var Carl Gustaf Ohlsson som avled 1912, samma år när huset färdigställdes. Han anlitade arkitektkontoret Hagström & Ekman att upprätta arkitektritningar för den planerade byggnaden. Ett tidigare förslag till nybyggnad på den ursprungliga tomten nr 12 utfördes aldrig. Först efter sammanslagningen med granntomten nr 13 fick fastigheten sin nuvarande storlek och form. Hagström & Ekman ritade en byggnad i sex våningar med hög bottenvåning och ett brant sadeltak. 
Entréhallen sträcker sig genom två plan. Väggarna kläddes till brösthöjd med rödbrunspräcklig marmor, däröver till cirka 3,5 meters höjd med vit marmor och ännu högre upp märks en bred stuckfris med stiliserade kastanjer och bågfält med stuckreliefer visande historiska gatumotiv från trakten. Gatufasaden kläddes helt i sten: röd granit, kalksten och huvudsakligen grovhuggen röd Roslagssandsten. Ornamenteringar och fönstrens hörnpelare utfördes i en annan röd sandsten som var lättare att bearbeta. Fasaderna inåt gården uppfördes i putsat tegel. Mot gatan dominerar tre höga burspråk där det mellersta är utformat som frontespis med en fronton som sträcker sig högt ovanför taklisten. Två i röd sandsten skurna atlanter bär upp arrangemanget. Däremellan syns skulpterade girlander av eklöv.
Till en början inrymde huset stora bostäder om mellan 8 och 10 rum och kök. De är numera kontoriserade. På varje våning kunde man avskilja en liten tvårummare som kunde hyras ut separat. I bottenvåningen anordnades stora butikslokaler vilka kompletterades genom en stor lokal på innergården med dubbel våningshöjd som fick dagsljus genom ett glastak. Dagens Nyheter presenterade nybygget den 12 augusti 1910 under rubriken Nytt palats vid Birger-Jarlsgatan. Tidningen betecknade nybygget som "ultramodernt" och menade att den stora lokalen under bakgården kunde lämpa sig utmärkt som utställningshall för ett större företag.
Lokalen blev dock inte någon utställningshall utan byggdes om till teater som kom att stå oanvänd under ett knappt år. 1913 öppnade istället en biograf under namnet Vinter-Palatset (ej att förväxla med Vinterpalatset, Norra Bantorget) som bytte namn flera gångar under årens lopp och blev till Zita 1984. Zita, eller Zita Folkets Bio existerar fortfarande (2020) och är därmed Stockholms äldsta i kontinuerlig drift varande filmteater. Bland övriga hyresgäster märks republiken Kazakstans ambassad i Stockholm.
Fastigheten ägdes efter Carl Gustaf Ohlssons död 1912 av dennes dödsbo och såldes 1914 till en "Cronstedt C, grefve" och "Jahnson J, gen.kons." Den senare är troligen identiskt med juveleraren Jean Jahnsson, ägare av van der Nootska palatset och efter 1907 turkisk generalkonsul. 1917 hade fastigheten redan bytt ägare igen. 2020 innehades Italien större 12 av Gamla Livförsäkringsaktiebolaget SEB Trygg Liv och förvaltades Novi Real Estate.

## Bilder

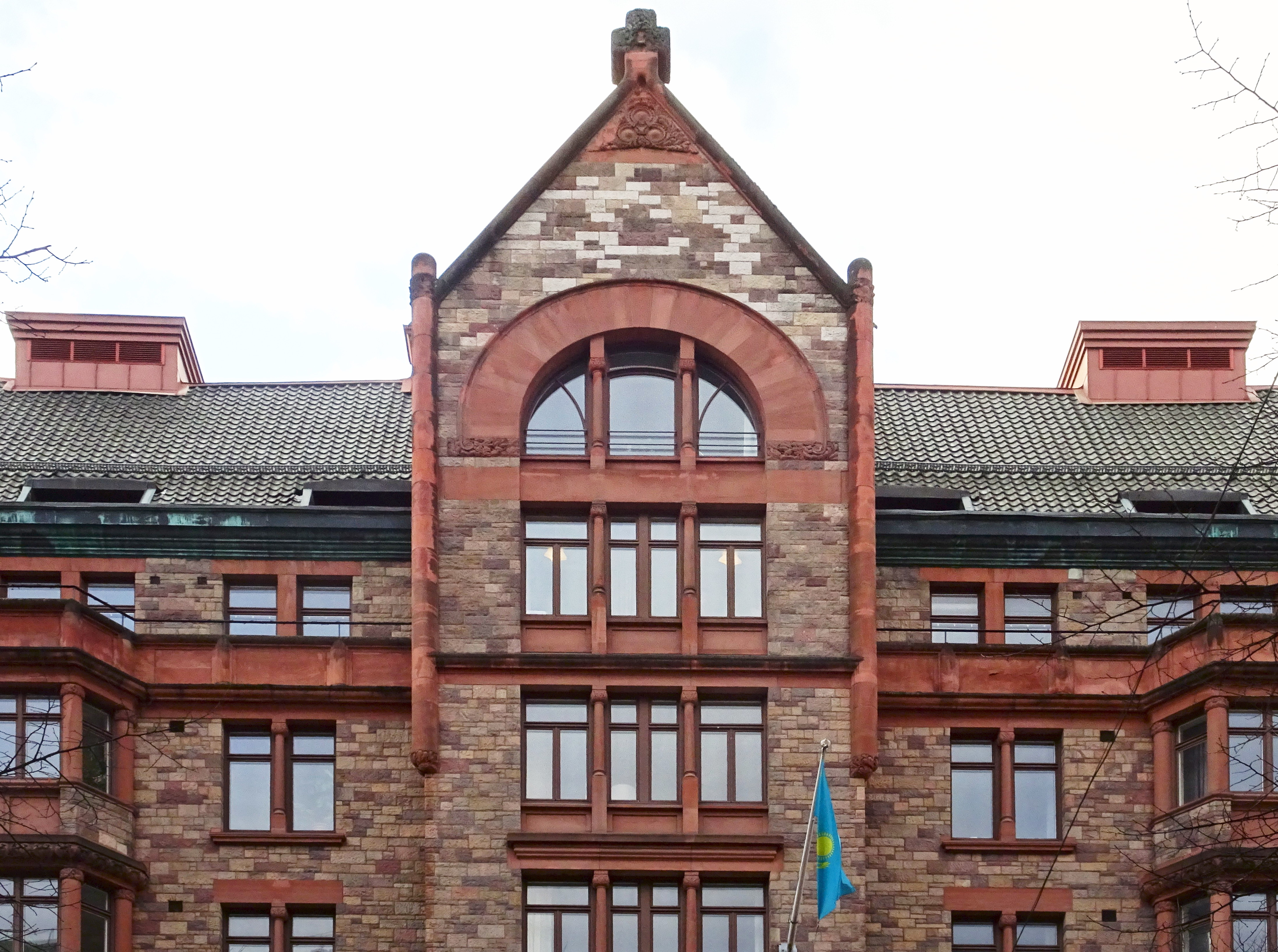
Husets frontespis och fronton.
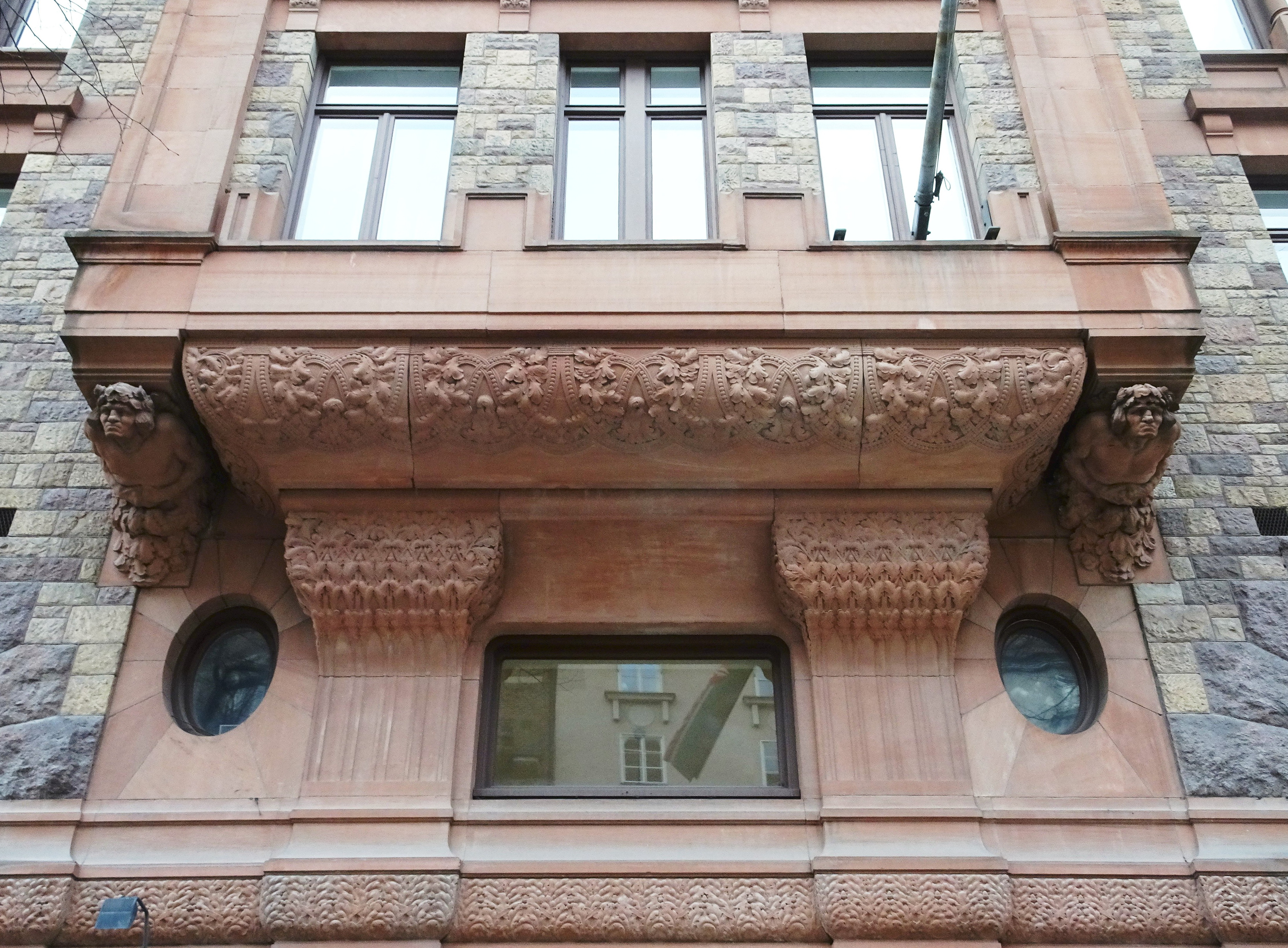
Fasadutsmyckning under burspråket.
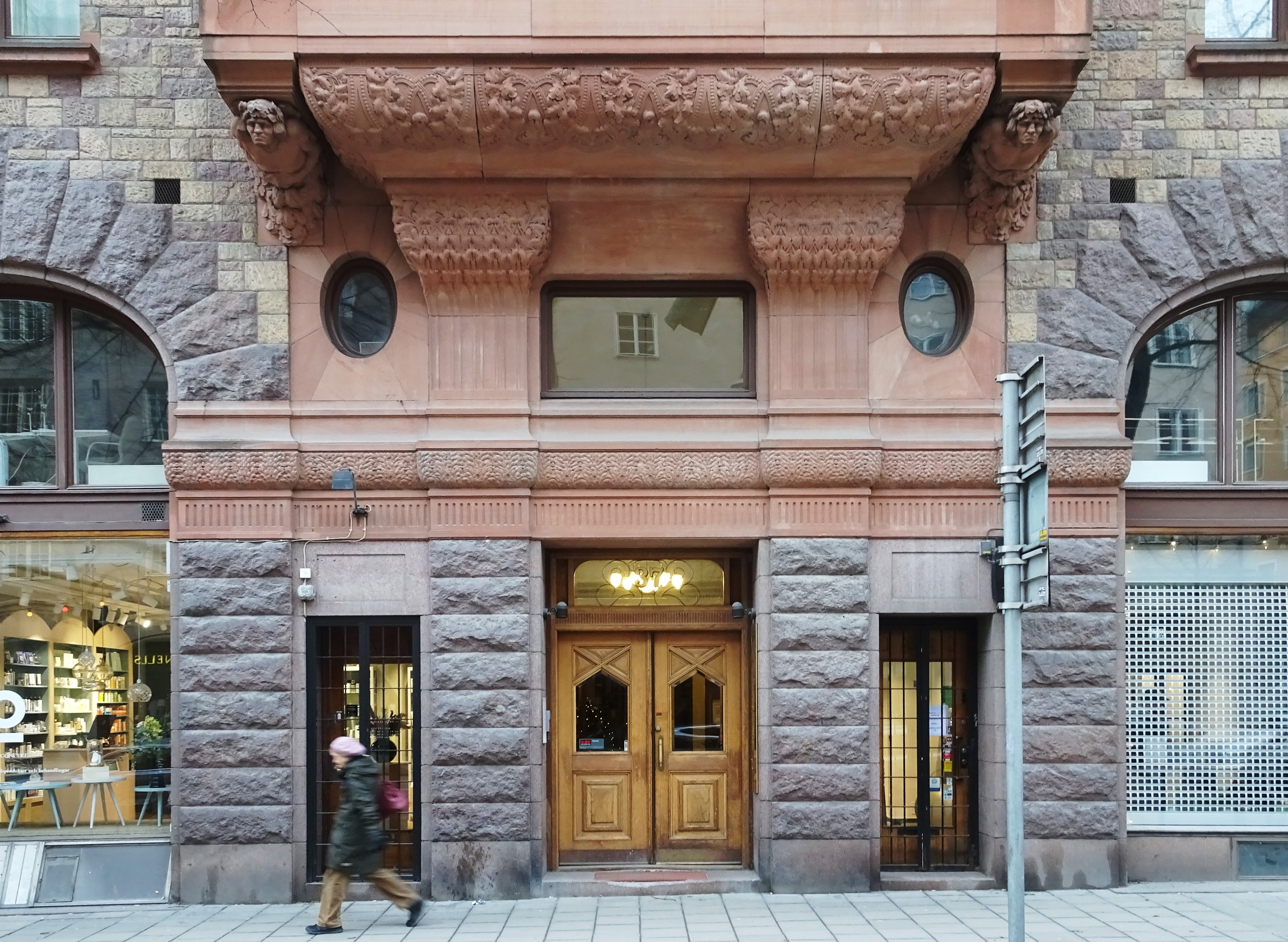
Husets entré.
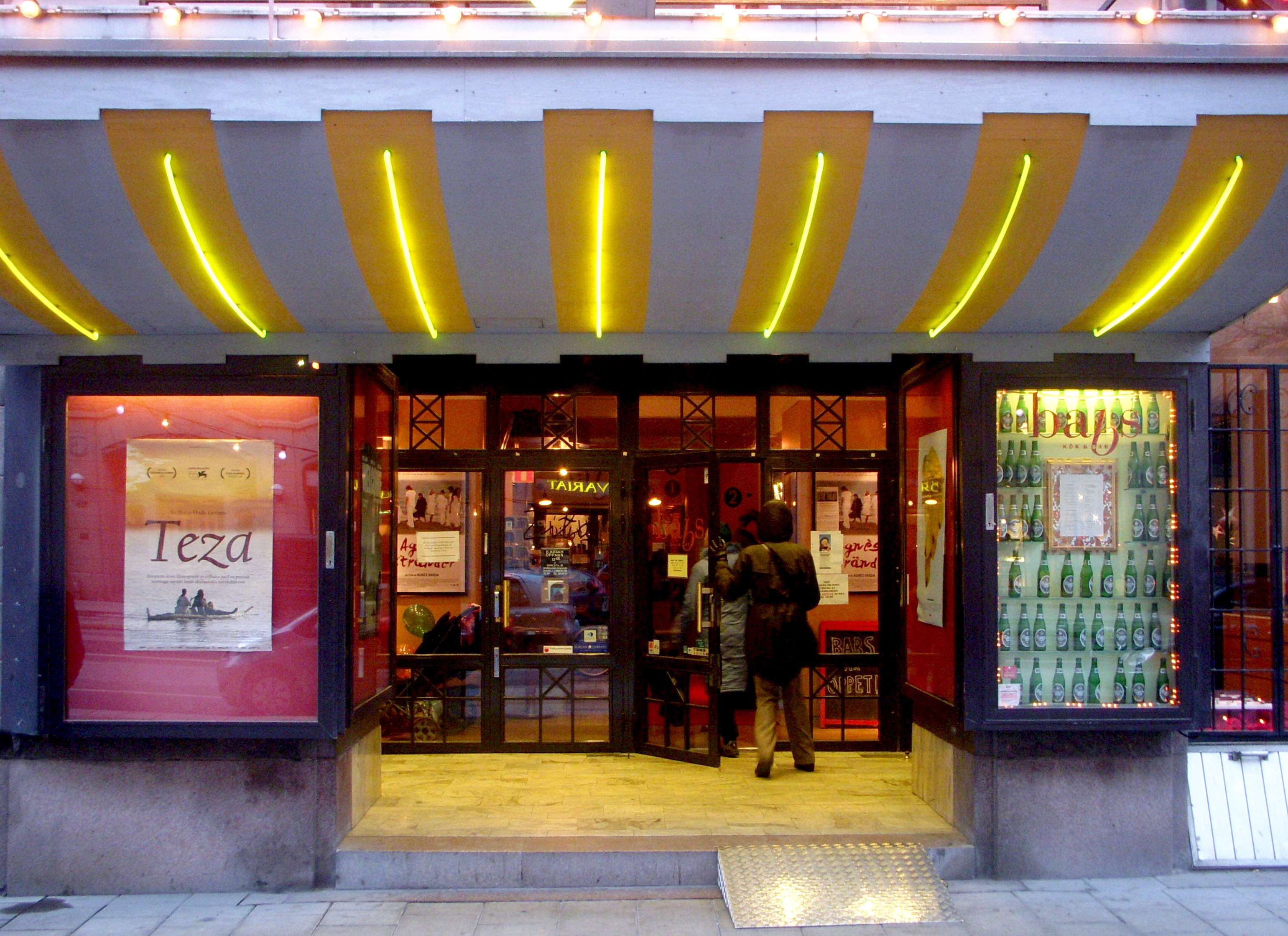
Zitas entré.
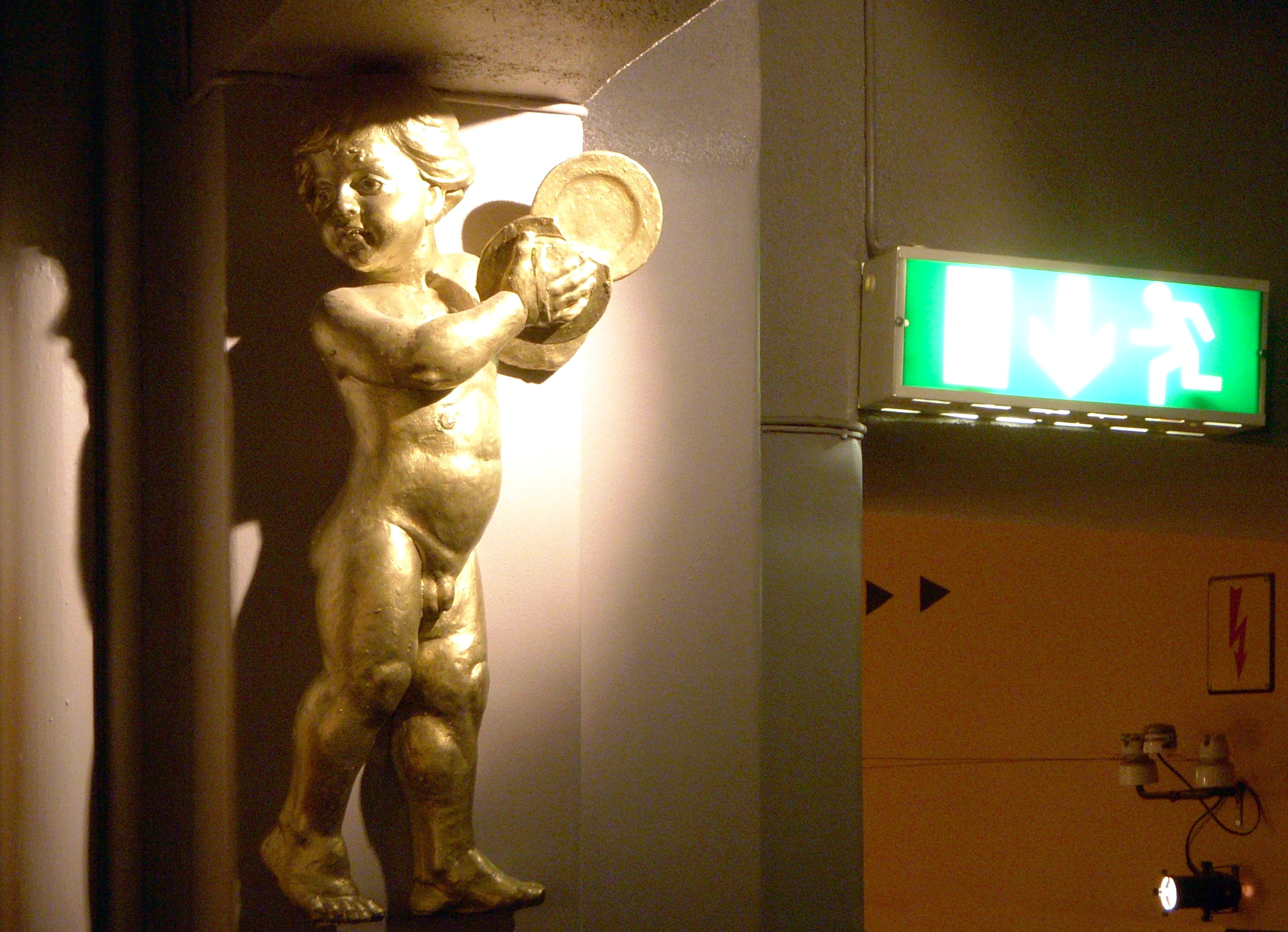
Ursprunglig putto i Zitas trappa.